# Centre d'extermination de Treblinka
Pour les articles homonymes, voir Treblinka (homonymie).

Localisation des camps d'extermination nazis.

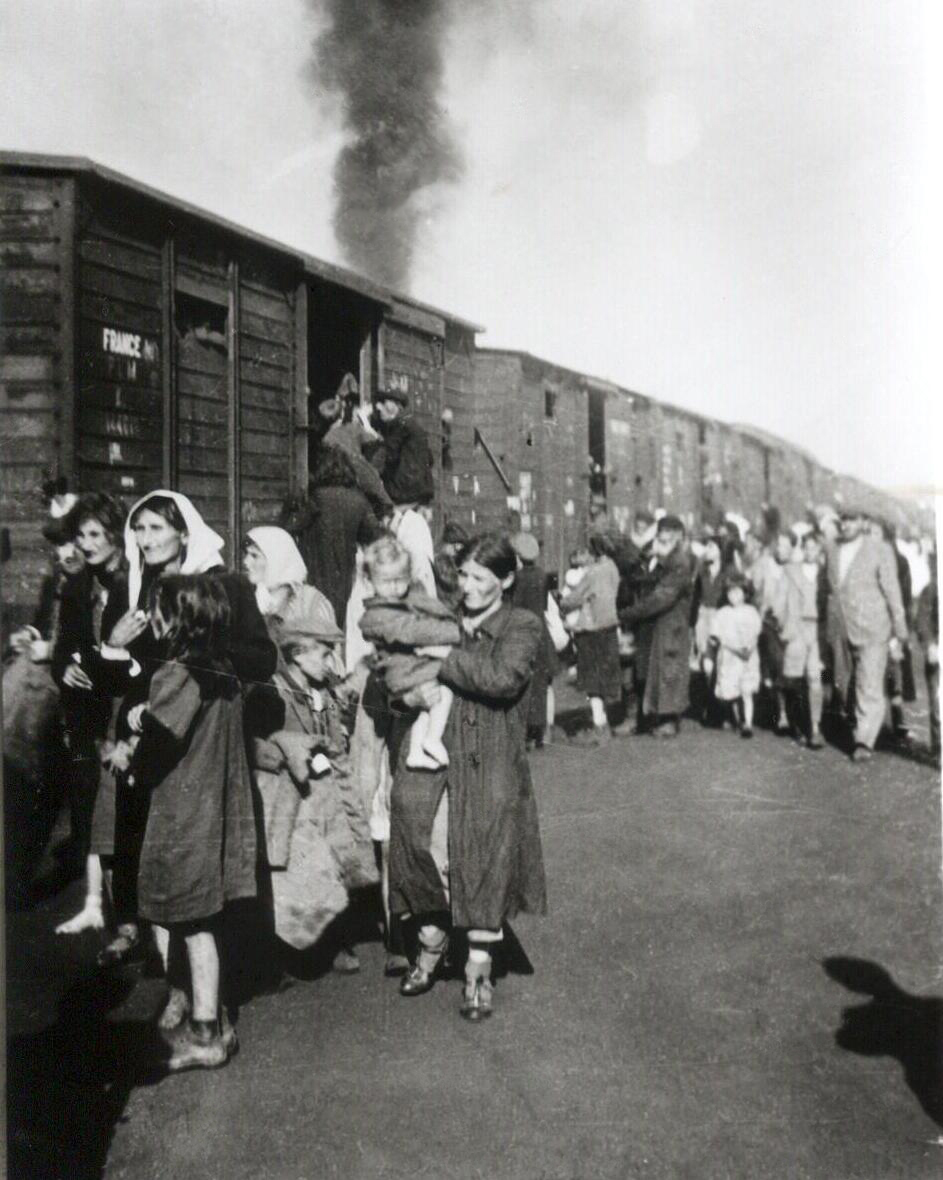
Déportation vers le camp de Treblinka depuis le ghetto de Siedlce, en 1942.

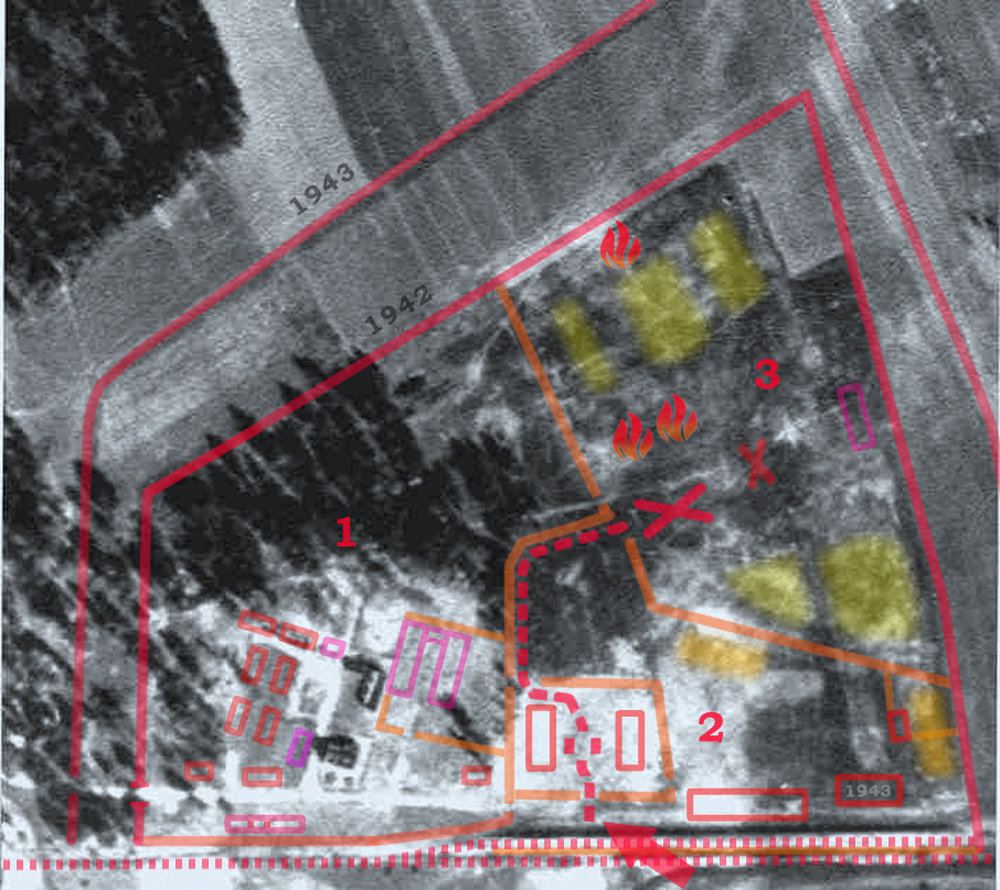
Photographie aérienne en 1944.

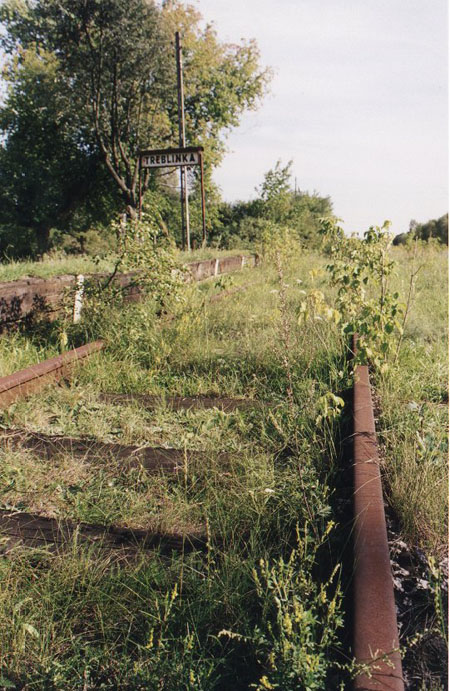
Ancien arrêt de Treblinka, situé à 4 km du camp.

Le centre d'extermination de Treblinka est l'un des centres d'extermination nazis de l’Aktion Reinhard, situé à proximité du village du même nom, à 80 km au nord-est de Varsovie, non loin de la ville de Malkinia.
Un des symboles de la Shoah à partir de l'occupation allemande, le site de Treblinka voit d'abord en 1941 l'ouverture d'un camp de travail pour les prisonniers polonais ayant porté atteinte aux troupes d'occupation (Treblinka I). Un peu moins d'un an plus tard, le centre d'extermination (Treblinka II) est créé à deux kilomètres du camp I.
Construit sur le modèle des centres de Sobibór et Bełżec, ce centre d'extermination a l'apparence d'une gare de transit où les juifs devaient se présenter à la désinfection avant de repartir pour un hypothétique camp de travail. Cependant, sous la direction du premier commandant, Irmfried Eberl, la capacité des chambres à gaz est rapidement dépassée et la véritable nature du camp devient apparente dès son approche. La réorganisation du camp est confiée à Franz Stangl, ancien commandant de Sobibor, et les déportés, issus pour la plupart du ghetto de Varsovie, sont menés aux chambres à gaz avec une grande brutalité administrée par les SS et leurs auxiliaires, les Trawnikis. Après une révolte des détenus en 1943, suivie de leur évasion, le camp de Treblinka est démantelé sous la direction de Kurt Franz, puis « camouflé » en ferme. Au cours de sa période d'activité, entre 700 000 et 900 000 déportés, pour la plupart juifs, y ont été exterminés, : ceci fait de Treblinka le plus important centre d'extermination après celui d'Auschwitz.

## Centre d'extermination

### Premiers mois de fonctionnement
Les travaux de construction du camp commencent à la fin du mois de mai 1942. Après les camps de Sobibór et Bełżec, il s'agit du troisième centre d'extermination construit dans le cadre de l’Aktion Reinhard.
Le 22 juillet 1942, débute la Grande Action : Les Allemands commencent à déporter les juifs du ghetto de Varsovie. Ces déportations se produisent à partir de l'Umschlagplatz, place du ghetto située à proximité de la gare de triage de Varsovie, où sont entassées jusqu'à 8 000 personnes et d'où partent les convois en direction de Treblinka, situé à 80 km. Dès le lendemain (23 juillet 1942), le centre d'extermination entre en activité, alors qu'arrivent les premiers déportés.
Irmfried Eberl, premier commandant du centre, souhaite faire de Treblinka un rival des grands centres déjà en activité. Toutefois, les capacités du centre sont rapidement dépassées par l'ampleur des arrivées de convois de juifs, en provenance de Varsovie et du reste de l'Europe. À la tête d'équipes constituées de supplétifs ukrainiens corrompus, Eberl est rapidement démis de ses fonctions par Odilo Globocnik. Lors de sa première visite, son successeur, Franz Stangl, est étonné par le désordre, la désorganisation et le manque de discipline qui règnent dans le centre. Christian Wirth séjourne quelques semaines à Treblinka. Dès le 28 août, il obtient l'arrêt des convois en provenance de Varsovie, afin de prendre le temps nécessaire à la remise en ordre du centre. Les nazis font exécuter les juifs qui ont participé à l'enterrement des corps. Ils mettent en place une nouvelle équipe et reprennent les déportations le 3 septembre 1942.
Le 21 septembre 1942, soit après deux mois d'activité, plus de 245 000 juifs du ghetto ainsi que 112 000 juifs en provenance d'autres localités du district de Varsovie y ont été assassinés.

### Organisation du camp

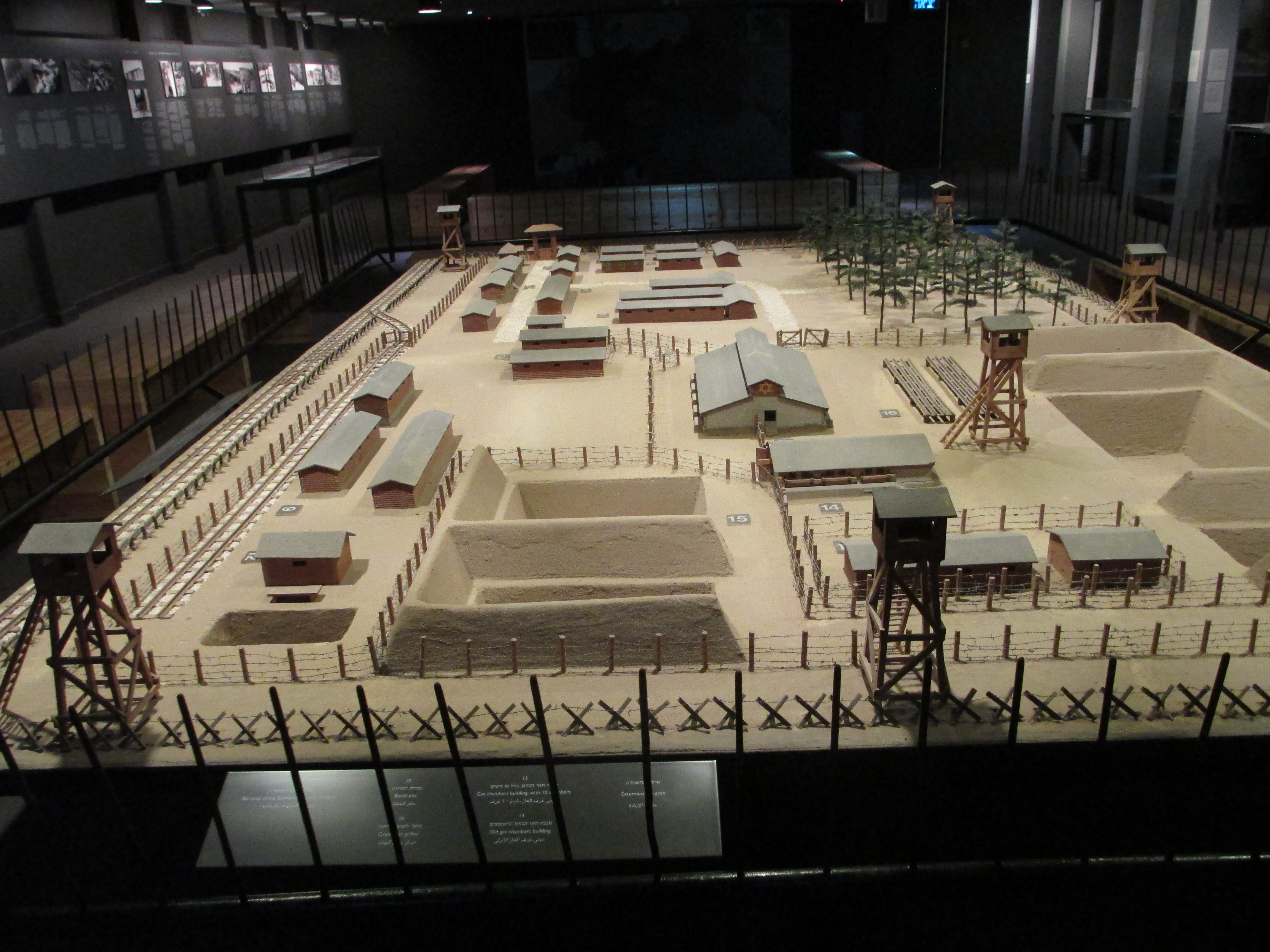
Maquette du camp.
À gauche, les rails d'arrivée des convois et la fausse gare ; au centre, les chambres à gaz ; au premier plan, les fosses où les corps étaient enterrés pendant la première période de fonctionnement du camp, avant que Himmler ne donne l'ordre de les brûler.

Le camp a la forme d'un trapèze de 400 × 600 m. Il est entouré de barbelés.
Il est divisé en trois parties. La première d'entre elles accueille les logements des gardes et les locaux administratifs. Cette section est aussi appelée « camp inférieur ». La deuxième partie, au sud et à l'ouest, englobe la gare, les baraquements destinés au déshabillage et à la coupe des cheveux, où hommes et femmes sont séparés, les hangars de stockage des dépouilles, un chemin de 100 m de long sur 5 m de large conduisant aux chambres à gaz et appelé « chemin du ciel » (Himmelstrasse) par les nazis, les baraquements pour loger les prisonniers chargés d'assurer le fonctionnement de cette partie ainsi qu'une grande place d'appel. Le troisième et dernier secteur est celui comprenant les chambres à gaz, les fosses communes pour les cadavres et les baraquements où loge le second groupe de prisonniers. Il était aussi appelé « camp supérieur ». Le périmètre consacré à l'extermination mesure environ 200 mètres par 250. Il était entouré de barbelés recouverts de branchages. Les chambres à gaz mesurent environ 5 mètres par 5. Elles sont alimentées par un moteur Diesel qui asphyxie les victimes à l'aide de monoxyde de carbone. Aux alentours de la mi-octobre 1942, dix nouvelles chambres à gaz sont opérationnelles. La capacité des chambres augmente alors de 600 %, ce qui permet aux nazis d'assassiner 3 000 juifs par heure.
L'entrée principale est située au nord-ouest du camp, près de la voie de chemin de fer. Au début de l'année 1943, une fausse gare y est installée, comportant une billetterie factice, des panneaux indiquant les correspondances et une horloge peinte indiquant toujours la même heure. Non loin de là est construite « l'infirmerie », appelée aussi « Lazarett », où un drapeau de la Croix-Rouge est installé devant la porte d'entrée. En fait, il s'agit du lieu où les prisonniers trop faibles pour marcher jusqu'aux chambres à gaz sont exécutés d'une balle dans la nuque.
Les déportés sont massés dans des convois de 50 à 60 wagons, ce qui représente entre 6 000 et 7 000 personnes. Mais les chambres à gaz n'étant pas assez grandes, les convois sont détachés par rames de 20 wagons pour être acheminés au camp. Les déportés des autres rames attendent alors plusieurs heures, dans les wagons à l'arrêt.
Une fois descendus du train, ils sont regroupés sur la place de la gare. Il leur est alors stipulé que les bagages doivent être abandonnés, qu'ils doivent prendre une douche et que leurs vêtements vont être désinfectés avant d'aller dans des camps de travail. Par la suite, les victimes sont entraînées vers une large place du camp. Les hommes y sont séparés des femmes et des enfants. Les hommes doivent se déshabiller dehors, alors que les femmes le font dans un baraquement. Cependant, ils sont tous ensuite poussés dans les chambres à gaz.
Les Sonderkommandos sont chargés de trier les vêtements et bagages, nettoyer les wagons et détruire les cartes d'identité des victimes. Un total de 700 à 1 000 Juifs déportés et temporairement épargnés ont fait fonctionner le camp sous la férule de quelques SS et de gardiens ukrainiens.

### Hiver 1943
Contrairement aux camps d'Auschwitz, celui de Treblinka ne dispose pas de fours crématoires. Lorsque la fermeture du camp est envisagée, ordre est donné de faire disparaître les corps se trouvant dans les fosses communes. Déterrés, les restes des victimes ont été brûlés dans de vastes bûchers. Selon l'historien, écrivain et correspondant de guerre Vassili Grossman, après une visite d'Heinrich Himmler, il est ordonné de « procéder à la crémation des cadavres enterrés et de les brûler jusqu'au dernier, emporter hors du camp la cendre et les scories, les disperser dans les champs et sur les routes ». Le travail commence alors afin d'exhumer des centaines de milliers de cadavres.
Nul n'est censé savoir ce qui se passe dans le camp. À l'origine, certaines déportations se faisant depuis Varsovie dans des trains ordinaires, les nazis faisaient croire qu'il s'agissait d'un transfert vers des terres libres à l'Est. Selon Vassili Grossman, l'un des premiers sur les lieux en 1944, « les Allemands obligeaient leurs victimes à acheter des billets de chemin de fer jusqu'à la gare d'Ober Maïdan. C'était par ce nom de code que les Allemands désignaient Treblinka ». C'est là que commence le creusement de fosses à crémation. Il y en eut trois de construites, chacune pouvait accueillir en une fois 3 500 à 4 000 corps.

« Ceux qui ont participé à ce travail racontent que ces fours faisaient penser à de gigantesques volcans : une chaleur effrayante brûlait le visage de ceux qui travaillaient là, la flamme jaillissait à une hauteur de huit à dix mètres, les colonnes d'une épaisse fumée noire montaient jusqu'au ciel et stagnaient en l'air en un lourd rideau immobile. La nuit, les habitants des villages environnants pouvaient voir les flammes à trente ou quarante kilomètres de distance ; elle s'élevait au-dessus des forêts de sapins […]. Cet atelier monstrueux fut en activité pendant huit mois, […] »

— Vassili Grossman, op. cit., 2005, pp. 434-435
Le travail de crémation s'est étalé sur une période de quatre mois, d'avril à juillet 1943.

### Nombre de victimes

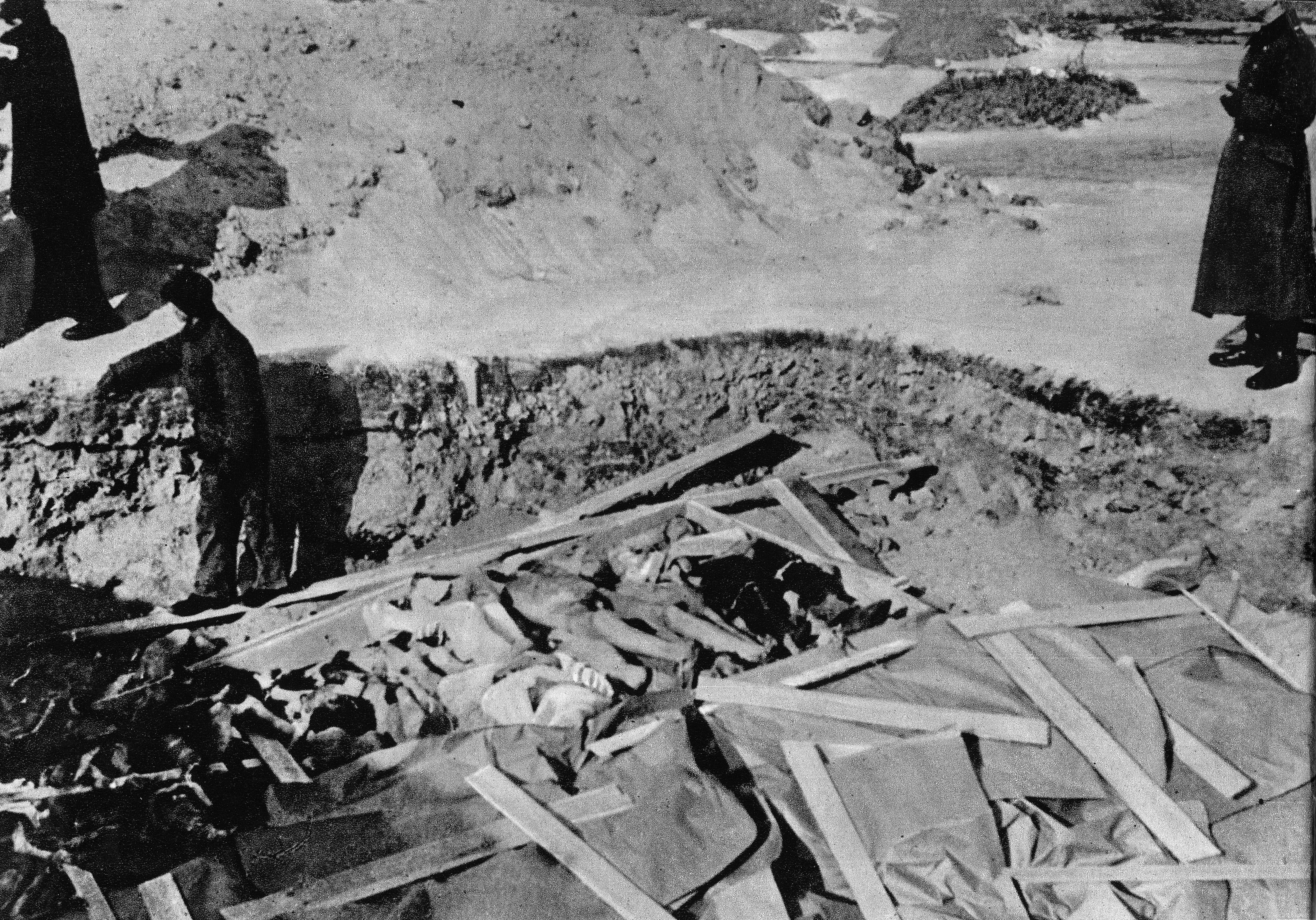
Une fosse commune photographiée à Treblinka en 1943.

Le nombre de victimes du camp varie selon les sources.
Au premier procès « Treblinka » à Düsseldorf, le tribunal avance le chiffre de 750 000 victimes, tandis qu'au second procès, celui du commandant de Treblinka, Franz Stangl, il retient 900 000 morts. L'historien Raul Hilberg dresse un bilan de 800 000 morts. Yitzchak Arad estime que 750 000 personnes ont été exterminées à Treblinka. L'historienne Rachel Auerbach arrive à un nombre de 1 200 000 victimes, qui correspond à celui avancé par Samuel Rajzman et Franciszek Zabecki, des témoins survivants du camp. Le dictionnaire de la Shoah propose quant à lui une estimation de 900 000 morts au cours des onze mois et demi d'activité de Treblinka. L'Institut "Yad Vashem" avance le nombre de 870 000 morts (plus une centaine de survivants).
La plupart des victimes sont des juifs polonais issus de Varsovie ou d'autres ghettos polonais. Durant l'été 1942, 315 000 juifs, principalement du ghetto de Varsovie, sont assassinés. Plus de 337 000 juifs du district de Radom, 35 000 du district de Lublin et 107 000 du district de Bialystok y ont été exterminés dans les mois qui suivirent. Des milliers de Juifs en provenance d'autres pays y ont également été exterminés : 7 000 de Slovaquie, 8 000 venant du camp de concentration de Theresienstadt (Tchèques, Allemands, Autrichiens), 4 000 Juifs de Grèce, et 7 000 Juifs de Macédoine ainsi que plus de 2 000 Tziganes.

## Insurrection et conséquences

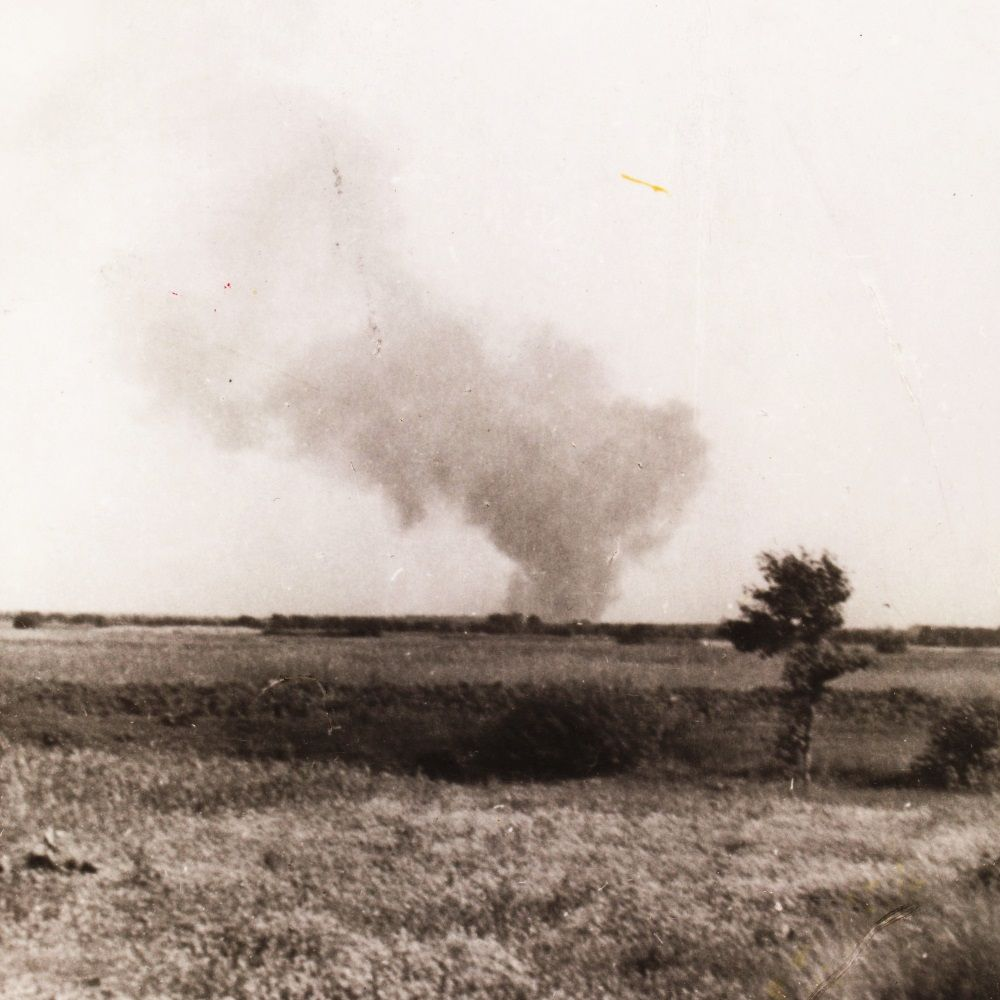
Photographie clandestine de l'incendie provoqué par l'insurrection du 2 août 1943.

En 1943, un groupe de détenus, pressentant la liquidation du camp, synonyme de l'exécution de tous les prisonniers, décide d'organiser une insurrection. Ces résistants sont dirigés par des Juifs de différentes nationalités, comme le Polonais Marcel Galewski ou le Tchèque Zelo Bloch. Cette révolte éclate le 2 août 1943. Des déportés parviennent à s'emparer d'armes et participent également à l'insurrection. Cette dernière est comparable à celle qui s'est produite à Sobibor en octobre 1943.
Sur le millier de prisonniers qui se trouvent dans le camp, une centaine s'évadent mais, un an plus tard, à l'arrivée de l'Armée rouge, il ne reste de ces hommes qu'une cinquantaine de survivants. Les autres ont été tués le jour de la révolte ou dans les mois qui ont suivi par les unités spéciales de l'armée allemande.
Mais, pour les organisateurs de l'insurrection, le but a été de pouvoir raconter ce qui s'était passé dans le camp. En brûlant délibérément les restes des victimes, la volonté des nazis était bien de cacher au monde l'extermination méthodique ayant eu lieu pendant plus d'un an.
Après le soulèvement, deux convois arrivent du ghetto de Białystok, les 18 et 19 août 1943, amenant ainsi 8 000 Juifs qui sont assassinés. Après le départ de Stangl pour la région de Trieste, son adjoint Kurt Franz reprend la direction du camp, celui-ci ayant pour objectif le démantèlement des chambres à gaz, ce qui est fait entre septembre et novembre 1943. Le but est alors d'effacer toute trace d'activité criminelle. À la fermeture de Treblinka, tous les juifs qui y ont travaillé sont gazés au camp de Sobibor, et leurs corps sont brûlés.
La totalité du camp a été détruite et une ferme y a été implantée, jusqu'à l'arrivée de l'Armée rouge. Outre les rares documents d'archives, ainsi que les dépositions des SS ayant travaillé à Treblinka et traduits en justice après la guerre, les témoignages des survivants qui ont réussi à s'enfuir lors de la révolte du 2 août 1943 permettent d'en savoir davantage sur le fonctionnement quotidien de ce camp.
Selon le témoignage de Vassili Grossman : « La terre rejette des fragments d'os, des dents, des objets, des papiers, elle refuse de garder le secret. Et les objets s'échappent de la terre, de ses blessures mal refermées ». « Des cheveux épais ou ondulés blond cuivré, les cheveux fins, légers, adorables d'une jeune fille sont là, piétinés, dans la terre, […]. C'est apparemment le contenu d'un sac, d'un unique sac de cheveux resté sur place, oublié. Tout est donc vrai ». Grossman, ayant subi un choc émotionnel violent, en tombe malade.

## Témoignages

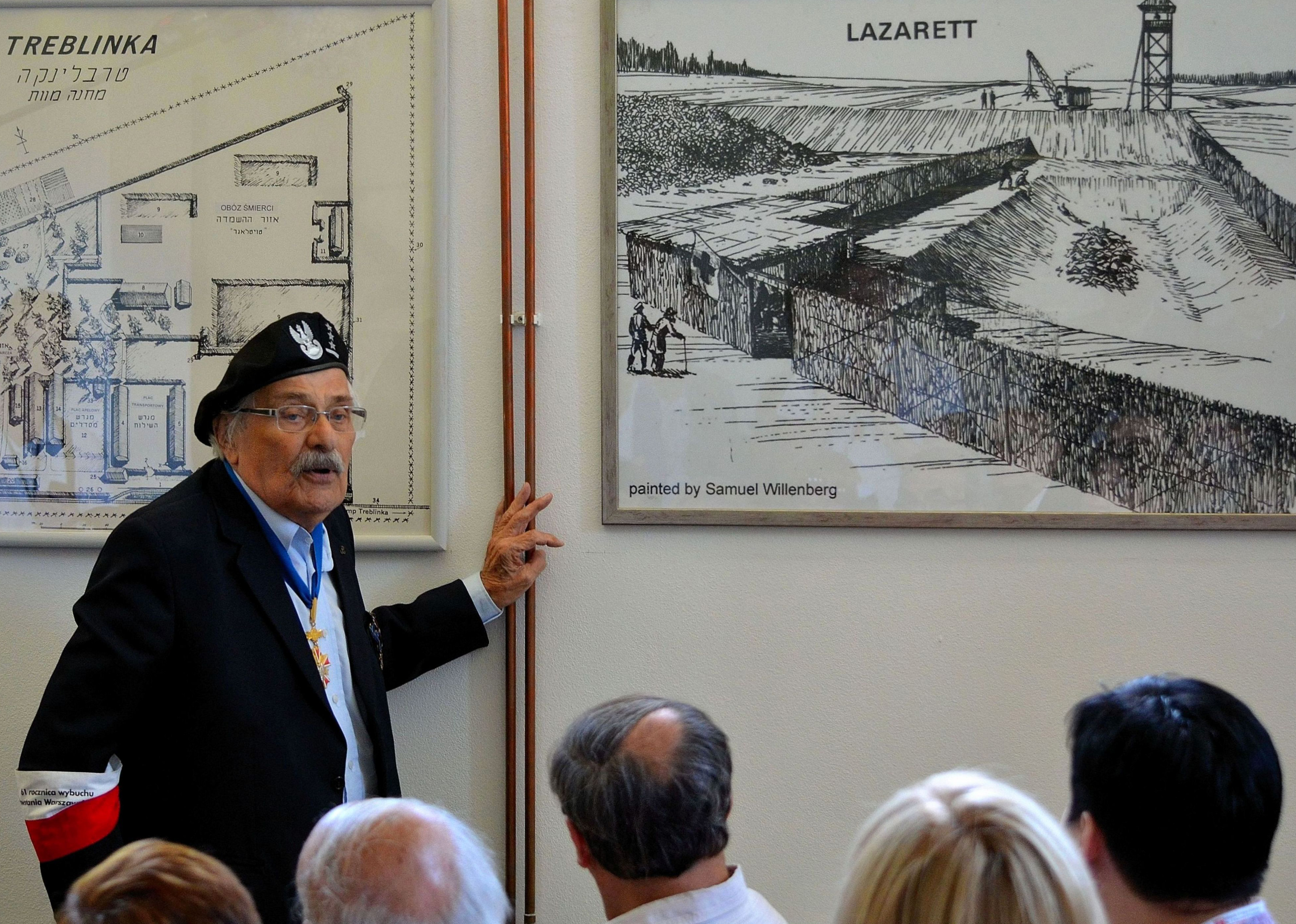
Samuel Willenberg, le dernier survivant, présente l'un de ses dessins lors du de la révolte du camp.

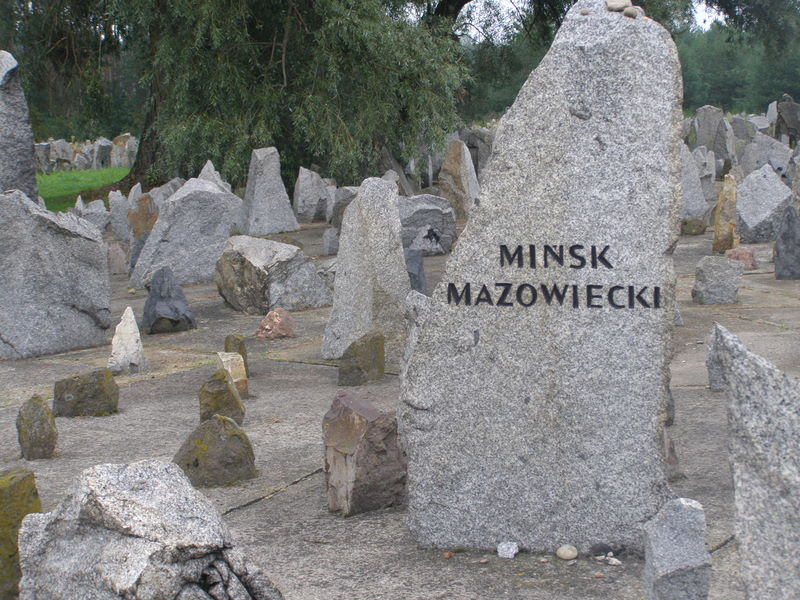
Pierre commémorative dédiée aux victimes du ghetto de Mińsk Mazowiecki au musée de Treblinka.

Il existe peu de témoignages sur Treblinka, étant donné le faible nombre de survivants.
Abraham Krzepicki a pu s'évader de Treblinka 18 jours après son arrivée à la fin du mois d'août 1942. Il a rejoint le ghetto de Varsovie et rédigea le premier témoignage direct sur le processus d'extermination du camp. Son manuscrit est enterré par les membres de l'Oyneg Shabbos et retrouvé après la guerre. Lui-même a péri dans l'insurrection du ghetto de Varsovie en avril 1943.
Parmi les survivants, Jankiel Wiernik, survivant de la révolte, accueilli par la Résistance polonaise, témoigne en 1944 de ce qu'il a vécu à Treblinka dans le document Un an à Treblinka (écrit en polonais puis traduit en anglais sous le titre A year in Treblinka). Dans les années 1950, il construit pour le musée des Combattants des Ghettos en Galilée une maquette de Treblinka. Il est le seul survivant à avoir été dans les deux parties du camp. En 1961, il témoigne au procès Eichmann.
Un autre survivant, Samuel Rajzman (qui a témoigné en 1946 à Nuremberg), confie à Alexandre Donat dans The death camp Treblinka (1979) : « J'ai été témoin d'une fête donnée par les SS pour célébrer l'arrivée du millionième juif à Treblinka, et ceci bien avant la fin des activités du camp ».
Franciszek Zabecki, cheminot et membre de la Résistance polonaise, contrôleur à la gare ferroviaire de Treblinka pendant toute la période de fonctionnement du camp, a pris des notes détaillées sur tous les trains partant pour le camp : « Moi, je sais ; les autres font des conjectures, il n'y a pas eu de documents allemands pour servir de base à ces estimations en dehors de ceux que j'ai sauvés et cachés, et on ne peut pas conclure là-dessus. Mais je suis resté dans cette gare et j'ai noté les chiffres inscrits à la craie sur chaque wagon. Je les ai additionnés encore, encore et encore. Le nombre de tués à Treblinka a été de 1 200 000. Et là-dessus, il ne peut pas exister de doutes. ».
Richard Glazar est témoin aux procès des bourreaux de Treblinka, en 1963 et 1971. Il publie son témoignage sur Treblinka, qu'il a écrit en allemand en 1990 sous le titre Die Falle mit dem grünen Zaun (paru en français chez Actes Sud en septembre 2023 sous le titre Derrière la clôture verte - Survivre à Treblinka). Il est aussi l'un des témoins du film Shoah de Claude Lanzmann avec Abraham Bomba. Dans ce documentaire, le réalisateur interroge aussi en caméra cachée l'ancien SS Franz Suchomel préposé à la récupération de l'or, de l'argent et des valeurs des Juifs déportés.
On compte aussi le témoignage de Chil Rajchman (1914-2004) que l'on peut lire à travers son journal autobiographique Je suis le dernier Juif. Treblinka (1942-1943). Déporté en octobre 1942 depuis le ghetto de Varsovie, il devient sonderkommando : il trie les vêtements, coupe les cheveux, arrache les dents en or et transporte les cadavres issus des chambres à gaz. Il participe à l'insurrection d'août 1943 et parvient à s'échapper du camp. Il se réfugie chez un ami jusqu'à la fin de la guerre, où il rédige le récit de ses dix mois vécus dans le camp d'extermination. Il faut aussi citer le témoignage d'Eddie Weinstein, The Story of an Escape from Treblinka, publié en 2002, où l'auteur retrace sa détention à Treblinka puis son évasion le 10 septembre 1942.
Le témoignage de Samuel Willenberg, Révolte à Treblinka, paraît quant à lui en 2004.
Bien qu'il soit évidemment d'un tout autre ordre, on ne peut passer sous silence le témoignage d'un des commandants du camp, Franz Stangl, longuement interrogé en prison par la journaliste Gitta Sereny.

## Bourreaux
Jusqu'en août 1942, le camp est commandé par l’Obersturmführer SS Irmfried Eberl. L’Obersturmführer SS Franz Stangl le remplace ensuite et commande le camp jusqu'en août 1943. Kurt Franz lui succède jusqu'au démantèlement du camp fin 1943.
Le personnel du camp est composé d'Allemands et d'Ukrainiens, dont dix officiers SS et cent gardes (Wachmänner). Une trentaine de SS est affectée à l'administration du camp. Une petite centaine d'autres, ainsi que vingt Ukrainiens, sont dévolus à la garde du camp, au personnel de sécurité ou aux équipes de gazage.

### Procès
Au sortir de la guerre, la Commission centrale d'enquête sur les crimes nazis en Pologne recueille treize témoignages. Aux procès de Nuremberg, les activités du camp de Treblinka ne sont presque pas évoquées. Il faut attendre de nouveaux procès pour que le sort de victimes du camp soit mis en lumière.
- Premier procès : celui de Josef Hitreider à Francfort-sur-le-Main en 1951.
- Deuxième procès, couramment appelé « procès de Treblinka » : à Düsseldorf du 12 octobre 1964 au 3 septembre 1965[30].
- Troisième procès : celui de Franz Stangl en 1970 à Düsseldorf. Celui-ci avait jusqu'alors réussi à échapper à la justice en s'enfuyant à l'étranger[31].

### Sort des commandants
- Suicide : Irmfried Eberl.
- Mort avant la sentence (appel du troisième procès) : Franz Stangl.
- Prison à vie (deuxième procès) : Kurt Franz.

### Sort des gardes et gradés SS
- Tués par les détenus : SS-Unterscharführer Max Bialas, SS-Unterscharführer Kurt Küttner.
- Tué par les gardes ukrainiens : SS-Scharführer Herbert Floss.
- Tué par les partisans italiens : SS-Oberscharführer Karl Pötzinger.
- Exécutés par les Soviétiques : SS-Wachmann Libodenko, SS-Wachmann Pinnemann, SS-Wachmann Rogozin, SS-Wachmann Tshernievski.
- Suicide : SS-Oberscharführer Kurt Bolender, SS-Unterscharführer Erwin Kainer.
- Mort avant la sentence (deuxième procès) : SS-Scharführer Albert Rum.
- Peines de prison :
  - au premier procès : SS-Unterscharführer Josef Hitreider (prison à vie) ;
  - au deuxième procès : SS-Oberscharführer Heinrich Matthes, SS-Rottenführer August-Wilhelm Miete, SS-Oberscharführer Willy Mentz (prison à vie) ; SS-Oberscharführer Gustav Müntzberger (12 ans) ; SS-Oberscharführer Otto Stadie (7 ans) ; SS-Unterscharführer Erwin Lambert (4 ans) ; SS-Unterscharführer Franz Suchömel (6 ans).
- Acquittés : SS-Unterscharführer Karl Ludwig, SS-Scharführer Otto Horn (deuxième procès).
- Le cas de SS-Unterscharführer Erich Fuchs[32] est particulier. Présent à Bełżec, Sobibor et Treblinka, il est acquitté au procès de Bełżec en 1963-1964 mais condamné à 4 ans de prison au procès de Sobibor en 1966.
- Destin inconnu : SS-Scharführer Alfred Bölitz, SS-Rottenführer Edwin Gense, SS-Rottenführer Willy Grossmann, SS-Scharführer August Hingst, SS-Hauptscharführer Emil Ludwig, SS-Oberscharführer Karl Ludwig, SS-Unterscharführer Willy Post, SS-Rottenführer Karl Schiffner, SS-Scharführer Fritz Schmidt, SS-Hauptscharführer Karl Seidel, SS-Scharführer Franz Swidersky, SS-Oberscharführer Eisold, SS-Scharführer Lindenmuller, SS-Hauptscharführer Löffler, SS-Oberscharführer Mätzig, SS-Rottenführer Mischke, SS-Unterscharführer Schemmerl, SS-Scharführer Sidow, SS-Oberscharführer Paul Bredow, SS-Unterscharführer Wengler.

Quelques gardes et gradés SS
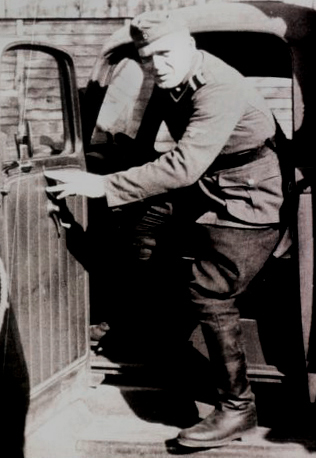
Fritz Schmidt, l'un des responsables du fonctionnement des chambres à gaz.
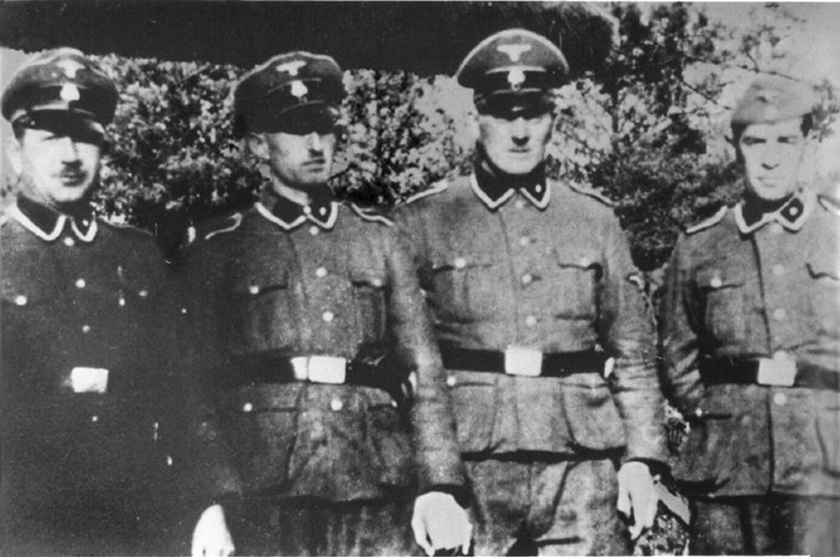
Les SS Paul Bredow, Willy Mentz, Max Möller, et Josef Hirtreider, qui ont exercé diverses responsabilités à Treblinka.
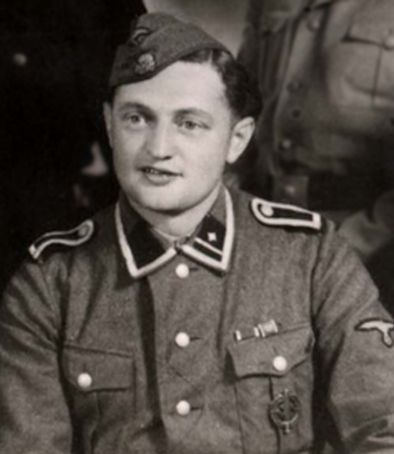
L'Oberscharführer SS Karl Pötzinger, superviseur des chambres à gaz puis responsable du kommando de crémation.

### Sort des gardes ukrainiens
- Exécutés par les Soviétiques : SS-Oberwachmann Fedor Fedorenko[Information douteuse], SS-Wachmann Pyotr Goncharov, SS-Wachmann Pavel Lelenko, SS-Wachmann Nikolai Malagon, SS-Wachmann Ivan Shevchenko, SS-Rottenwachmann Sergei Vassilenko, SS-Wachmann Alexander Ivanovich – Yeger.
- Exécuté par les SS (non ukrainiens) : SS-Wachmann Wasil Hermaniec.
- Disparus, destin inconnu : SS-Wachmann Nikolay Dorofeyev, SS-Wachmann Ivan Semenovich, SS-Wachmann Nikolai Shalaiev, SS-Wachmann Andrei Vassilega, SS-Wachmann Nikolai Voronikov.
- Échappés à l'étranger : SS-Wachmann Bronislav Hajda, SS-Wachmann Luidas Kairys, SS-Wachmann Dimitry Korotkikh.
- Tué par les détenus : SS-Wachmann Ivan Marchenko.

## Recherches archéologiques
Après-guerre, le camp est laissé à l’abandon. Dans les années 1960 est érigé un mémorial : une porte symbolique, une rampe ferroviaire en béton ainsi qu’un monolithe de granit, entouré de 17 000 pierres disséminées comme autant de pierres tombales. Les pierres mentionnent les localités et pays d’origine des déportés.
Durant des années, les chefs religieux de la communauté juive de Pologne et les autorités polonaises n'ont pas autorisé de fouilles archéologiques sur le site du camp de Treblinka, par respect pour les morts qui y sont inhumés. Cependant, une autorisation portant sur des fouilles archéologiques limitées a été délivrée pour la première fois en 2010 à une équipe britannique de l'université du Staffordshire qui utilisait des techniques non invasives ainsi que la télédétection par Lidar. La consistance du sol a été analysée sur site avec un radar de sol. Cette analyse a permis de détecter des éléments qui étaient de nature structurelle. Les chercheurs ayant estimé que deux de ces éléments pouvaient être des restes des chambres à gaz, ils sont autorisés à poursuivre leurs recherches.
L'équipe d'archéologues chargée des recherches a découvert trois nouvelles fosses communes. Par respect pour les victimes, les restes humains mis au jour ont été inhumés à nouveau. La seconde excavation a mis au jour la première preuve physique de l'existence des chambres à gaz. Des carreaux estampillés avec une étoile de David, rappelant les bains juifs, ainsi qu'un mur de fondation ont ainsi été découverts. L'étoile est un logo de la fabrique de céramiques fondée par Jan Dziewulski ainsi que par les frères Józef et Władysław Lange (D✡L depuis 1886) et qui a été nationalisée par le régime communiste après la guerre,. Comme l'explique l'archéologue Caroline Sturdy Colls (en), ces nouvelles preuves revêtent une importance essentielle car les secondes chambres à gaz étaient abritées dans la seule construction en briques du camp. La découverte constitue par conséquent la première preuve matérielle de leur existence. En outre, dans ses mémoires décrivant son séjour dans le camp, le survivant Jankiel Wiernil explique que le sol des chambres à gaz, qu'il a contribué à construire, était constitué de carreaux semblables. Ces nouvelles découvertes ont fait l'objet d'un reportage télévisuel en 2014 sur le Smithsonian Channel. D'autres recherches ont été planifiées.
Au cours de l'été 2023, de nouvelles fouilles ont exhumé davantage de carreaux, confirmé la fondation en béton et mis au jour un pommeau de douche. Elles ont été menées par une équipe polonaise sous la direction de Sebastian Rozycki, chercheur enseignant à la faculté de géodésie et de cartographie de l'école polytechnique de Varsovie, qui précise : « On doit encore procéder à des analyses pour déterminer la présence d'oxyde nitrique, qui attesterait d'une combustion, mais on peut être sûr à 95 % qu'il s'agit bien de chambres à gaz ».
Un petit musée retrace l’historique du camp. Une campagne de fouilles, le progrès des études historiques amènent l'édification d'un musée plus conséquent dont l'ouverture est prévue pour 2027.

## Dans la fiction
- Martin Gray, Au nom de tous les miens, 1971 (autobiographie romancée dans laquelle l'auteur évoque un passage à Treblinka).
- Jean-François Steiner, Treblinka, préface de Simone de Beauvoir, Fayard, 1966.
- (de) Werner Kofler, Tanzcafé Treblinka, 2000,  (ISBN 978-3-216-30582-4), trad. française Bernard Banoun, Caf'conc' Treblinka, Nancy, Éditions Absalon, 2010  (ISBN 978-2-916-92810-4)).

#### Témoignages
- Ilya Ehrenbourg et Vassili Grossman, Le livre noir : sur l'extermination scélérate des Juifs par les envahisseurs fascistes allemands dans les régions provisoirement occupées de l'URSS et dans les camps d'extermination en Pologne pendant la guerre de 1941-1945, Paris, Librairie générale française, coll. « Livre de poche » (no 468), 1995, 1130 p. (ISBN 978-2-253-90468-7, OCLC 917372270). Rapports de commissions, comptes rendus, témoignages et lettres.
- Vassili Grossman (trad. de l'anglais par Antony Beevor et Luba Vinogradova), Carnets de guerre : De Moscou à Berlin, 1941-1945 [« A Writer at War »], Paris, Calmann-Lèvy (no 30969), 2007 (1re éd. 2005), 512 p., poche (ISBN 978-2-253-12249-4)
- Richard Glazar, Trap With a Green Fence, Northwestern University Press, 1995 (existe d'abord en allemand : Die Falle mit dem grünen Zaun – überleben in Treblinka, Fischer, 1992). L'auteur, né à Prague en 1920 et survivant de Treblinka s'exprime par ailleurs dans le film Shoah de Claude Lanzmann (dont le texte intégral a été publié : Shoah, éd. Fayard, Paris, 1985, 254 pages).
- Joshua Greene et Shiva Kumar (en), Témoigner - Paroles de la Shoah, , éd. française Flammarion, 2000. Témoignage de Rivka-Renée G. dont toute la famille a été exterminée à Treblinka. Traduction du livre Withnes, voices from the Holocaust, Ed. The Free Press © Joshua M. Greene Productions, Inc.
- Chil Rajchman, Je suis le dernier juif Témoignage exceptionnel d'un évadé de Treblinka rédigé avant la fin de la guerre.
- Samuel Willenberg (trad. Guillaume Marlière), Révolte à Treblinka :, Paris, Ramsay, coll. « L'indicible », 2004, 236 p. (ISBN 978-2-84114-663-5, OCLC 470252560)
- Jankiel Wiernik et Jean-Louis Panné (préf., annot. et postf.) (trad. du polonais par Sara Bouskéla-Schipper), Une année à Treblinka [« Rok w Treblince »], Paris, Vendémiaire, coll. « Généalogies », 2012, 189 p. (ISBN 978-2-36358-024-5, OCLC 823748898).

#### Travaux
- (en) Yitzhak Arad, Belzec, Sobibor, Treblinka : the operation Reinhard death camps, Bloomington, Ind, Indiana University Press, 1999, 437 p. (ISBN 0-253-21305-3 et 978-0253213051)
- Saul Friedländer (trad. de l'anglais par Pierre-Emmaneul Dauzat), L'Allemagne nazie et les Juifs, t. 2 : Les années d'extermination, Paris, Éd. du Seuil, coll. « L'univers historique », 2008, 1028 p. (ISBN 978-2-02-020282-4).
- (pl) Edward Kopówka et Paweł Rytel-Andrianik, Dam im imię na wieki, Biblioteka Drohiczyńska, 2011 (ISBN 978-83-7257-497-8)
- Gitta Sereny (trad. de l'anglais par Colette Audry), Au fond des ténèbres : un bourreau parle, Franz Stangl, commandant de Treblinka, Paris, Tallandier, 2013 (1re éd. 2007), 559 p. (ISBN 979-10-210-0064-3).
- Michal Hausser-Gans, Treblinka 1942-1943 - Une usine à produire des morts juifs dans la forêt polonaise, Paris, Calmann-Lévy, 2019, 380 p.  (ISBN 9782702163054).